# Bburago

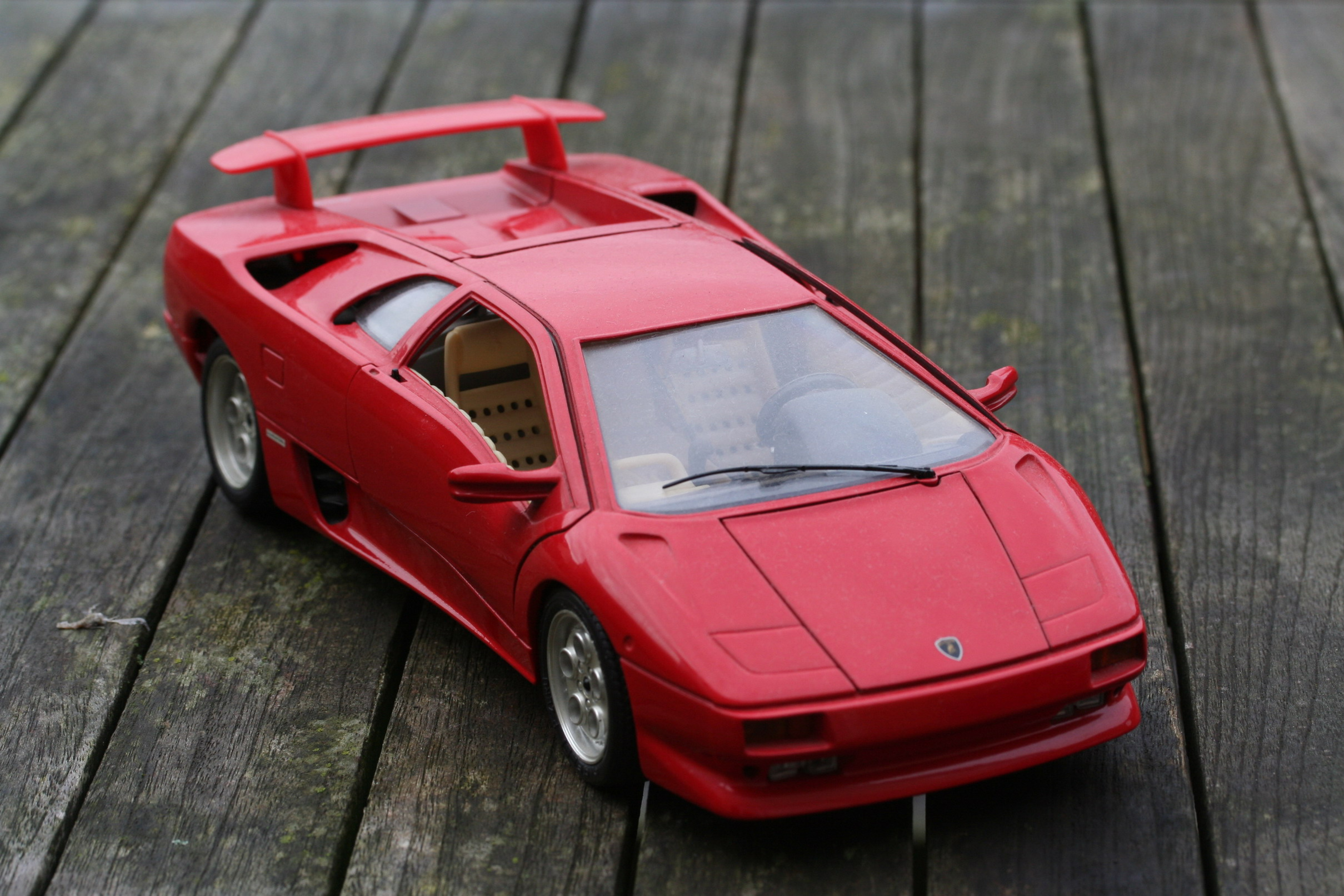
Model Lamborghini Diablo

Bburago bylo italským výrobcem modelů automobilů, který působil v letech 1974–2005.
Společnost se nejprve jmenovala Martoys, ale na konci 70. let změnila své jméno na Bburago (s dvěma B). Bburago vyrábělo modely v měřítku 1/43, 1/24 a 1/18.
Modely aut této společnosti byly převážně moderní (ale i historické) evropské osobní, sportovní a závodní automobily, ačkoliv lze v kolekcích najít i americké vozy, nebo Formule 1. Na větších modelech (1/24, 1/18) se dá najít mnoho detailů, například otevíratelné dveře, otevíratelný úložný prostor, propracovaná palubní deska, volant otáčející koly a další.

V roce 2005 Bburago zbankrotovalo a bylo koupeno společností Maisto, dalším výrobcem automobilových modelů.
V dnešní době Bburago vyrábí modely:
- osobních aut
- závodních aut
- historických aut
- formulí
- motocyklů
- závodních letadel
- vrtulníků
- speciálních vozů,

a to v měřítcích 1:18, 1:24, 1:32, 1:43, 1:50 a 1:64.